# Lemniscomys hoogstraali
Lemniscomys hoogstraali är en däggdjursart som beskrevs av Fritz Dieterlen 1991. Lemniscomys hoogstraali ingår i släktet gräsmöss, och familjen råttdjur. IUCN kategoriserar arten globalt som otillräckligt studerad. Inga underarter finns listade i Catalogue of Life.
Ett exemplar hade en kroppslängd (huvud och bål) av 12,7 cm och en svanslängd av 12,8 cm. Bakfötterna var 2,8 cm långa och öronen var 1,6 cm stora. Viktuppgifter saknas. På ovansidan har pälsen en mörk brunaktig grundfärg och på ryggens topp förekommer en längsgående svart strimma. Parallell med strimman går på varje sida fem hela vita linjer och mellan linjerna finns rader av små vita punkter. Ibland är punkterna sammanlänkade med varandra. Undersidan är vit med en tydlig gräns mot ovansidan. Däremot är kanten inte gul eller kanelfärgad. Även svansen är uppdelad i en svart ovansida och en ljusare undersida. Svansen är täckt av korta styva hår.
Denna gnagare är bara känd från en liten region i norra Sydsudan vid Vita Nilen. Arten hittades i en fuktig savann.